# Рид, Эдвард Джеймс
Эдвард Джеймс Рид (англ. Edward James Reed), (20 сентября 1830 года — 30 ноября 1906 года) — британский инженер-кораблестроитель, в 1863—1870 годах занимал пост Главного строителя Королевского флота. Создал проекты первых британских броненосцев. В дальнейшем занимался политической деятельностью и был депутатом Палаты общин Британского парламента в 1874—1906 годах от Либеральной партии.

## Биография
Эдвард Джеймс Рид родился в Ширнессе, графство Кент. В детстве был отдан в ученики плотника на королевской верфи Ширнесса. В 1849 году начал учёбу в школе математики и военного кораблестроения в Портсмуте. В 1852 году получил работу чертёжника, но вскоре оставил её. С 1853 года он становится редактором журнала Mechanics Magazine, где, в частности, ведёт борьбу против предлагавшихся флоту казнозарядных орудий Армстронга. Кроме того, Рид выполнял частные заказы как корабельный инженер. В 1860 году он был избран секретарём Института военного кораблестроения.

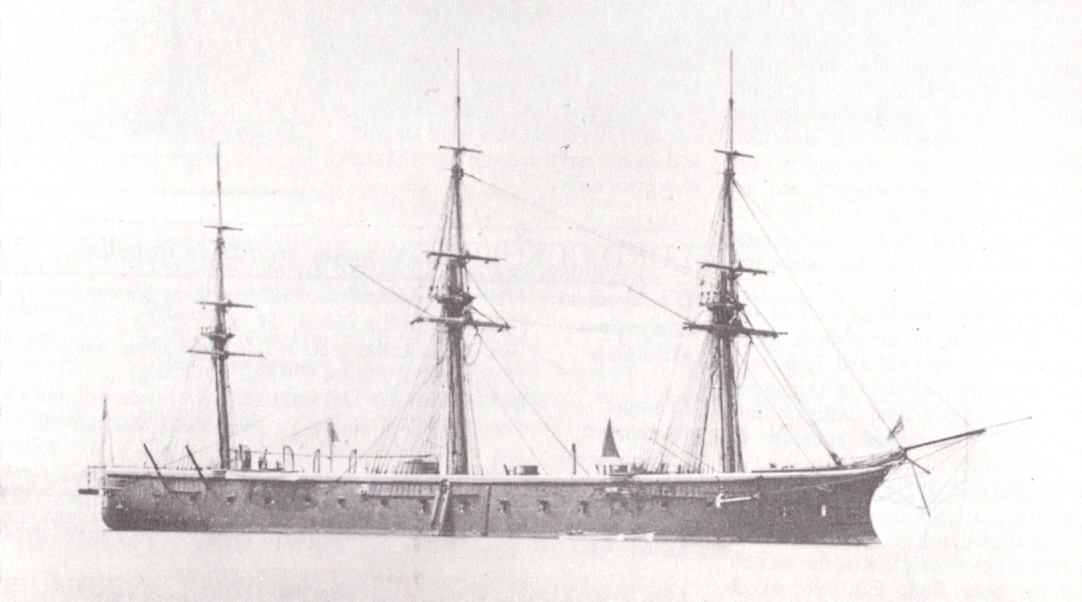
Броненосец «Беллерофон» — один из первых кораблей, построенных по проектам Э. Рида.

В 1854 году Эдвард Рид представил в Адмиралтейство свой проект броненосного фрегата, но он был отвергнут, как преждевременный. В 1861 году Рид предложил проект броненосного корвета, но его постигла та же судьба. Однако когда в 1862 году Рид предложил проект переоборудования деревянных кораблей в броненосные, Адмиралтейство решило воспользоваться его услугами. Адмиралтейство выбрало для переделки три небольших корабля, лишь недавно начатых постройкой, и поручило Риду наблюдать за этим процессом. Кроме того, Адмиралтейство также приняло к осуществлению два проекта броненосных кораблей Рида, отдав им предпочтение перед проектами штатных сотрудников. Рид пользовался явным покровительством Первого морского лорда герцога Сомерсета, который считал молодого инженера более подходящим для строительства нового броненосного флота, чем заслуженных сотрудников своего ведомства. 9 июля 1863 года Сомерсет назначил Эдварда Рида главным строителем флота.
Это назначение вызвало большое недоумение, как в военно-морских кругах, так и среди широкой общественности. Газеты характеризовали его как «не имеющее равного по экстраординарности в современном мире», «поступок сумасшедшего», а в ходе дебатов в парламенте было выражено недоумение, что пост главного строителя достался человеку, который не имеет достаточной квалификации и «не построил ещё ни одного корабля». Подобная критика сопровождала Рида в течение всего срока его пребывания на посту главного строителя флота.

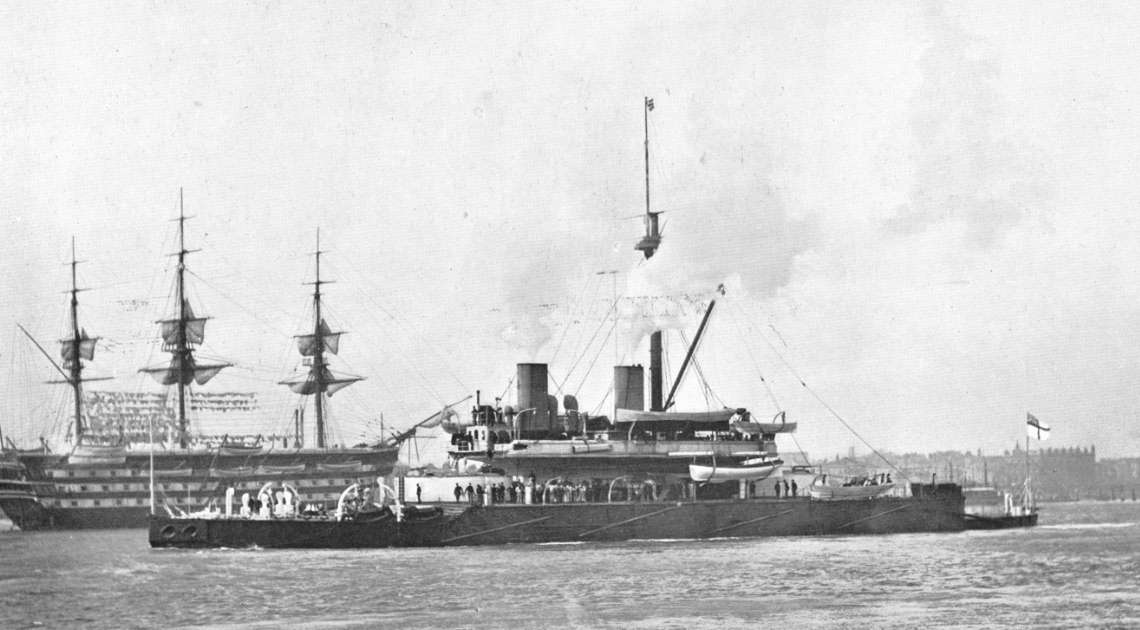
Броненосец «Девастейшн» — один из первых броненосцев «классической» схемы.

Первые проекты Рида, реализованные им в годы пребывания на посту Главного строителя флота, не были особенно удачны и подвергались резкой критике. Однако со временем конструктору удалось создать ряд незаурядных проектов, таких как «Геркулес» и «Монарх». Особенно важным оказался проект «Девастейшн», который положил начало развитию броненосцев «классической» схемы. Кроме того Эдвард Рид проявил себя как инициатор введения на кораблях двойного дна и разделения корпуса на водонепроницаемые отсеки, ставшее возможным в эру металлического судостроения. Как корабельный конструктор Рид предпочитал строить короткие корабли, в которых предпочтение отдавалось маневренности, необходимой для нанесения таранного удара.
После семи лет пребывания на посту Главного строителя флота, Рид предпочёл заняться более прибыльной практикой частного корабельного инженера. Одновременно он занялся и политической деятельностью в рядах Либеральной партии. В 1874 году он был избран в Палату общин от Пембрука. В 1886 году он стал лордом государственного казначейства, но недолго пробыл в этой должности. С 1890 по 1895 годы, а также с 1900 по 1905 годы, Рид был депутатом Палаты общин от Кардиффа.